# Champex-Lac

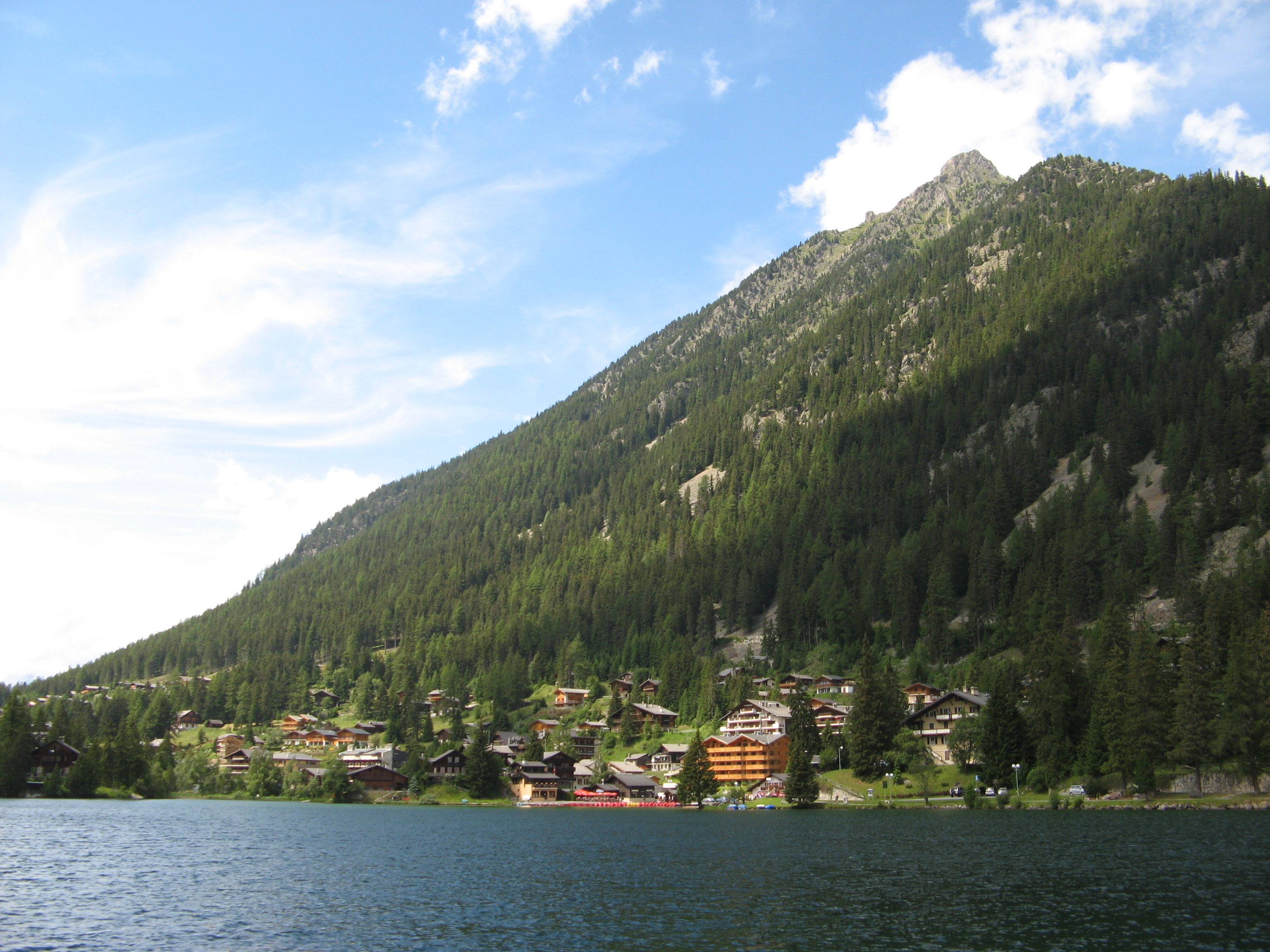
Champex-Lac

Champex-Lac ist ein Feriendorf in der Gemeinde Orsières. Es befindet sich im französischsprachigen Teil des Schweizer Kantons Wallis, 15 Kilometer südlich von Martigny.

## Geografie
Der Ferienort liegt am Lac de Champex auf der Höhe von 1470 m. ü. M. im Hochtal zwischen dem Berg Catogne (2597 m. ü. M.) im Norden und La Breya (2373 m. ü. M.) im Südwesten. Am nördlichen Ortseingang befindet sich der Scheitelpunkt des Col de Champex, der vom Ferrettal in das Durnandtal führt. Von Champex-Lac aus sieht man den Grand Combin und die Dents du Midi.
Der Lac de Champex mit einer Fläche von 11 ha ist während der letzten Kaltzeit in einer Mulde zwischen Gletschermoränen als Gletscherrandsee entstanden. Vom Bergbach Durnand d’Arpette im Westen führt die künstliche, 1,5 km lange Wasserleitung Bisse de Champex zum See. In einer Verlandungsfläche westlich des Sees liegt ein Hochmoor.
Champex-Lac ist auf der Strasse sowohl von Orsières aus wie auch von Martigny durch das Durnandtal erreichbar. In diesem Tal befinden sich die Maiensäss- und Feriensiedlungen Champex d’en Bas und Champex d’en Haut, die zum Gebiet von Bovernier gehören.

## Tourismus
Das Dorf besteht aus vielen Ferienhäusern und hat mehrere Hotels sowie einen Campingplatz. Zwei Sessellifte und zwei Skilifte erschliessen das kleine Skigebiet (15 km Pisten) von Champex-Lac am Fusse der La Breya bis auf einer Höhe von 2197 m. Die Region rund um das Feriendorf ist mit einem Wanderwegnetz erschlossen. Champex ist eine Station des Fernwanderwegs Tour du Mont-Blanc und des Ultra-Marathons Ultra-Trail du Mont-Blanc. Für Mountainbiker stehen verschiedene Routen zur Verfügung. Wanderwege führen auf die umliegenden Bergen und Passübergängen und zu der Berghütte Cabane d’Orny.
Nordwestlich von Champex führt der Wanderweg von Orsières nach Martigny (auf dem Gebiet der Nachbargemeinden Bovernier und Martigny-Combe) mit einem kühn an den Felsen angebrachten Steg durch die tiefe Schlucht Gorges du Durnand. Der Weg entlang dieses Abschnitts des Durnand ist eine der bekanntesten Schluchtenwanderungen der Schweiz.
Die Fondation Aubert Jean-Marcel unterhält in Champex-Lac einen 1926 angelegten und mit etwa 4000 Bergpflanzen aus aller Welt sehr artenreichen Alpengarten mit dem Namen Jardin botanique alpin Flore-Alpe.

## Geschichte
Der Name Champex hat seinen Ursprung in Campellum, was kleines Feld bedeutet.
Champex war ein Maiensäss von Orsière mit Weiden bis in mittleren Höhen. Bereits 1876 errichtete der Waadtländer Alpenverein die Hütte Cabane d’Orny. Der touristische Boom begann 1892 mit dem Bau des Hotel de la Poste. Der Zugang zu Champex-Lac erfolgte damals mit Pferdewagen von Martigny her. 1907 verfügt das Feriendorf bereits über neun Hotels mit mehr als 500 Betten. Es wurde hauptsächlich im Sommer genutzt und bot viele Aktivitäten wie Bootfahren auf dem See, Ausflüge, Tennis- oder Forellenangeln. Ab 1926 erleichterte der Bau der Strasse Valettes-Champex den Zugang zu Champex-Lac. 1928 erfolgte der Bau der Strasse Orsières-Champex-Lac. In den 1950er Jahren entwickelte sich die touristische Aktivität im Winter, als 1952 der Sessellift Breya1 gebaut wurde.

## Artilleriewerk Champex (Armeebezeichnung A 46)
Das am südlichen Ortseingang befindliche Artilleriewerk Champex gehörte zum Festungsgebiet Saint-Maurice. Die grosse Festung zur Sicherung des Grossen Sankt Bernhard wurde 1940–1943 mit 4 Kasematten und 600 m Stollen erbaut. Es konnte 300 Mann Besatzung aufnehmen, war mit acht 10,5 cm und zwei 7,5 cm Kanonen bewaffnet und von sechs Flabkanonen geschützt. Es kann besichtigt werden.

## Sehenswürdigkeiten
1910 wurde in Champex die Privatkirche Chapelle de la Nativité gebaut.  Die St.-Bernhards-Kapelle (Chapelle de Champex-le-Lac) entstand 1938 bis 1941 nach Plänen des Architekten Marc Lovay. Die Fenster in der Kapelle stammen von den Glasmalern A. David und J.J. Gruber. Die reformierte Kapelle Chapelle des Arolles südwestlich des Sees datiert von 1935.

## Trivia
Ein Schweizer Ozeanfrachtschiff trug von 1971 bis 1983 den Namen „Champex“.

## Bilder

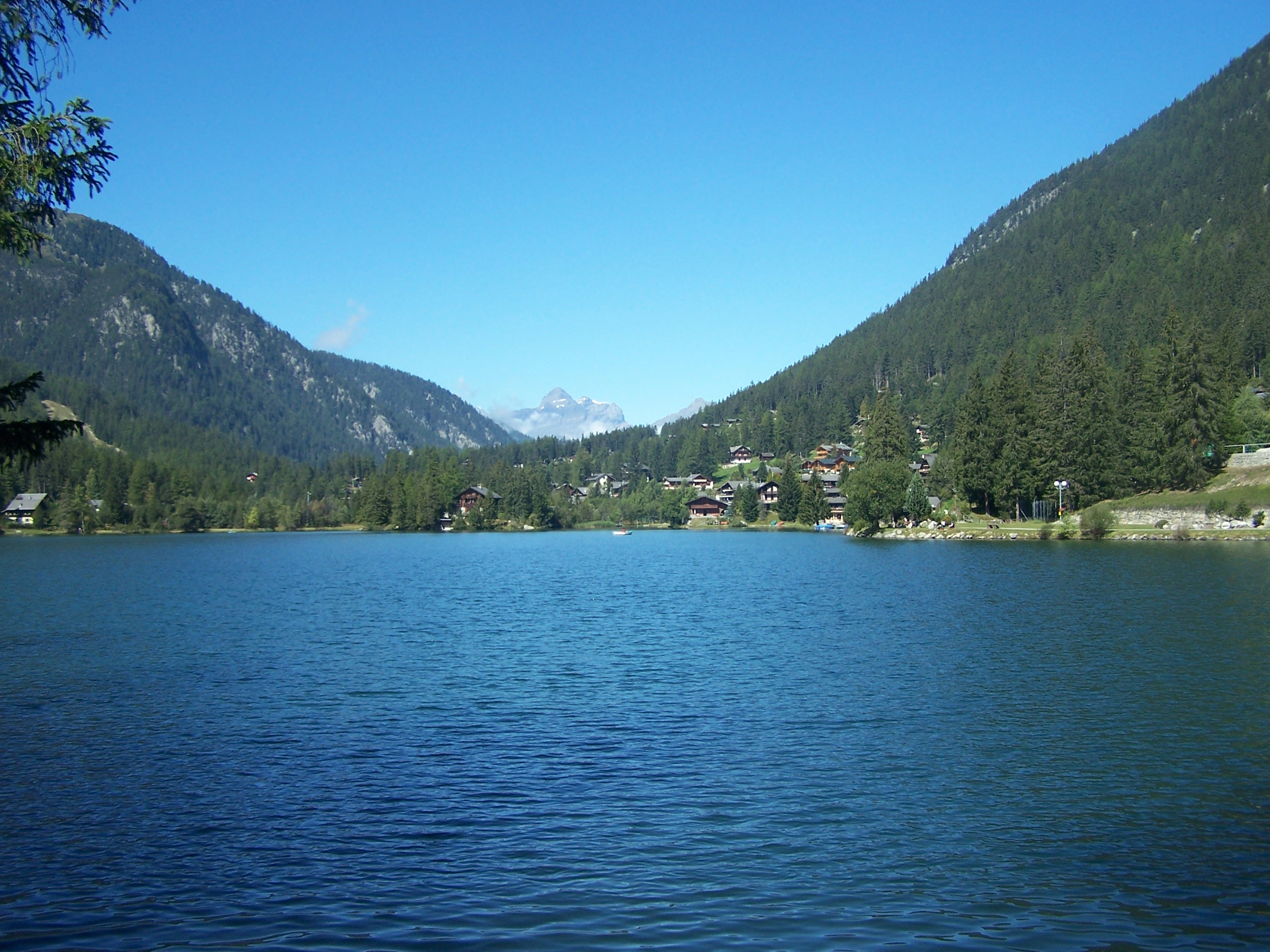
Der See von Champex
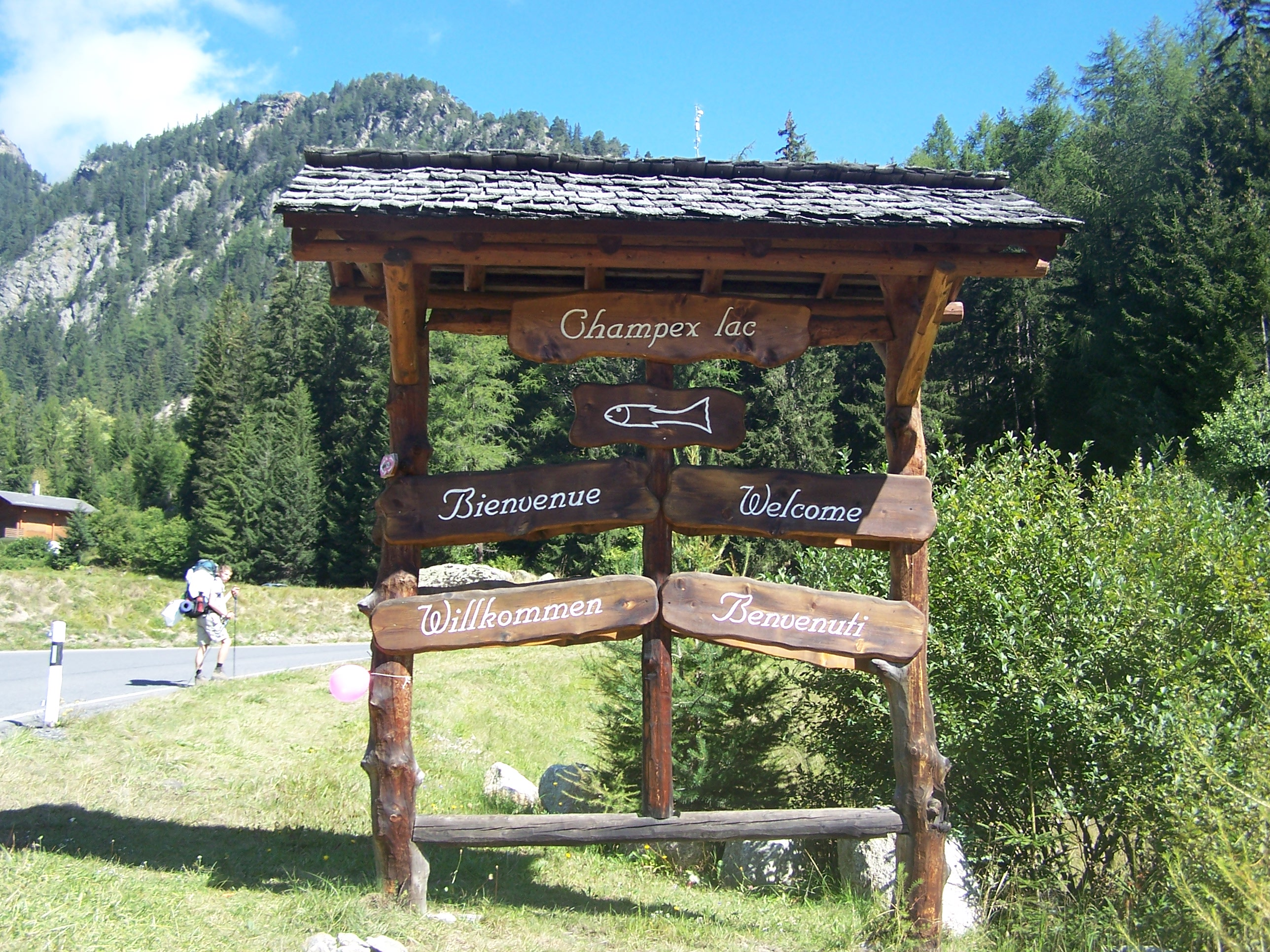
Willkommenstafel
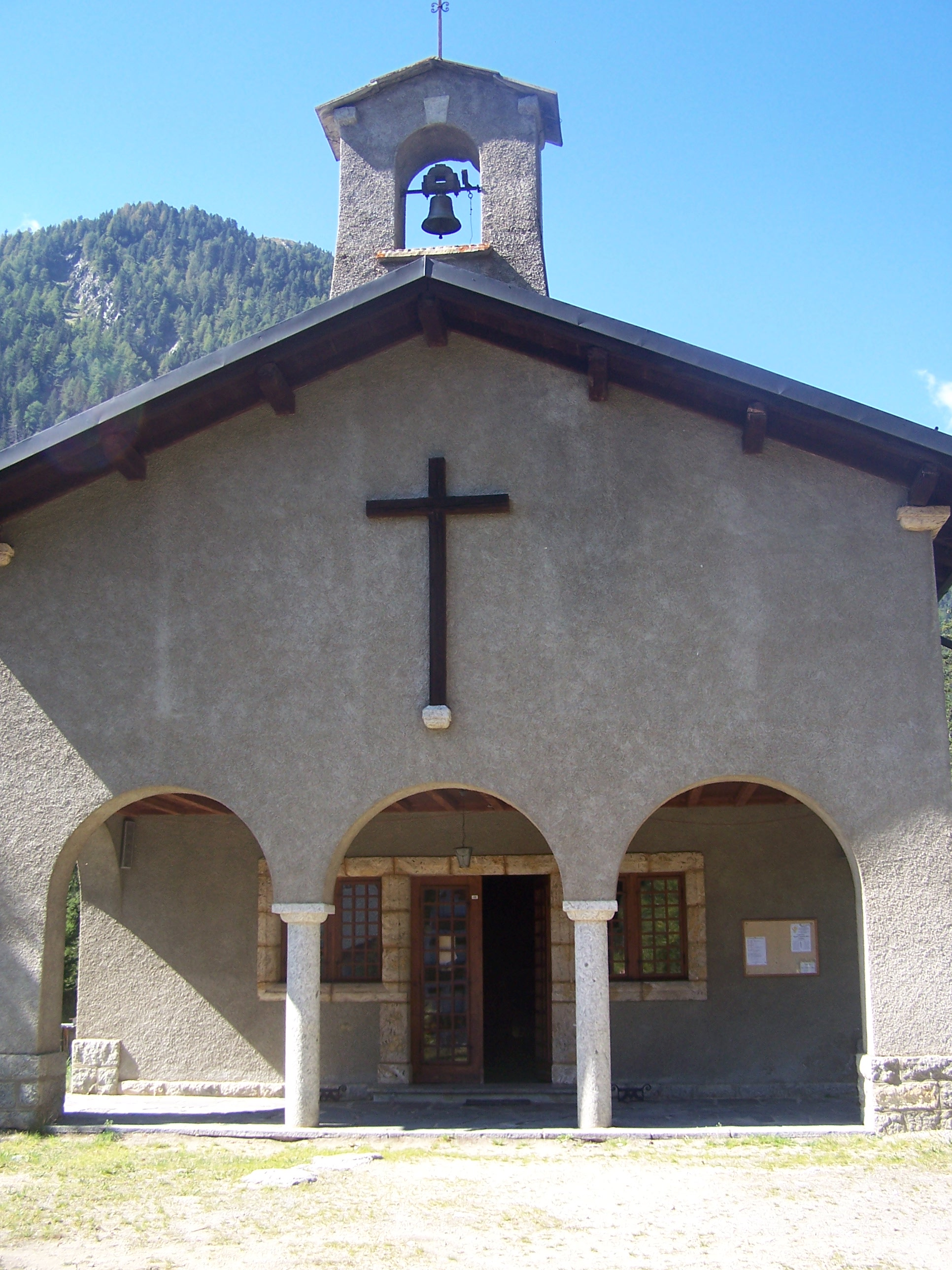
Katholische Kirche
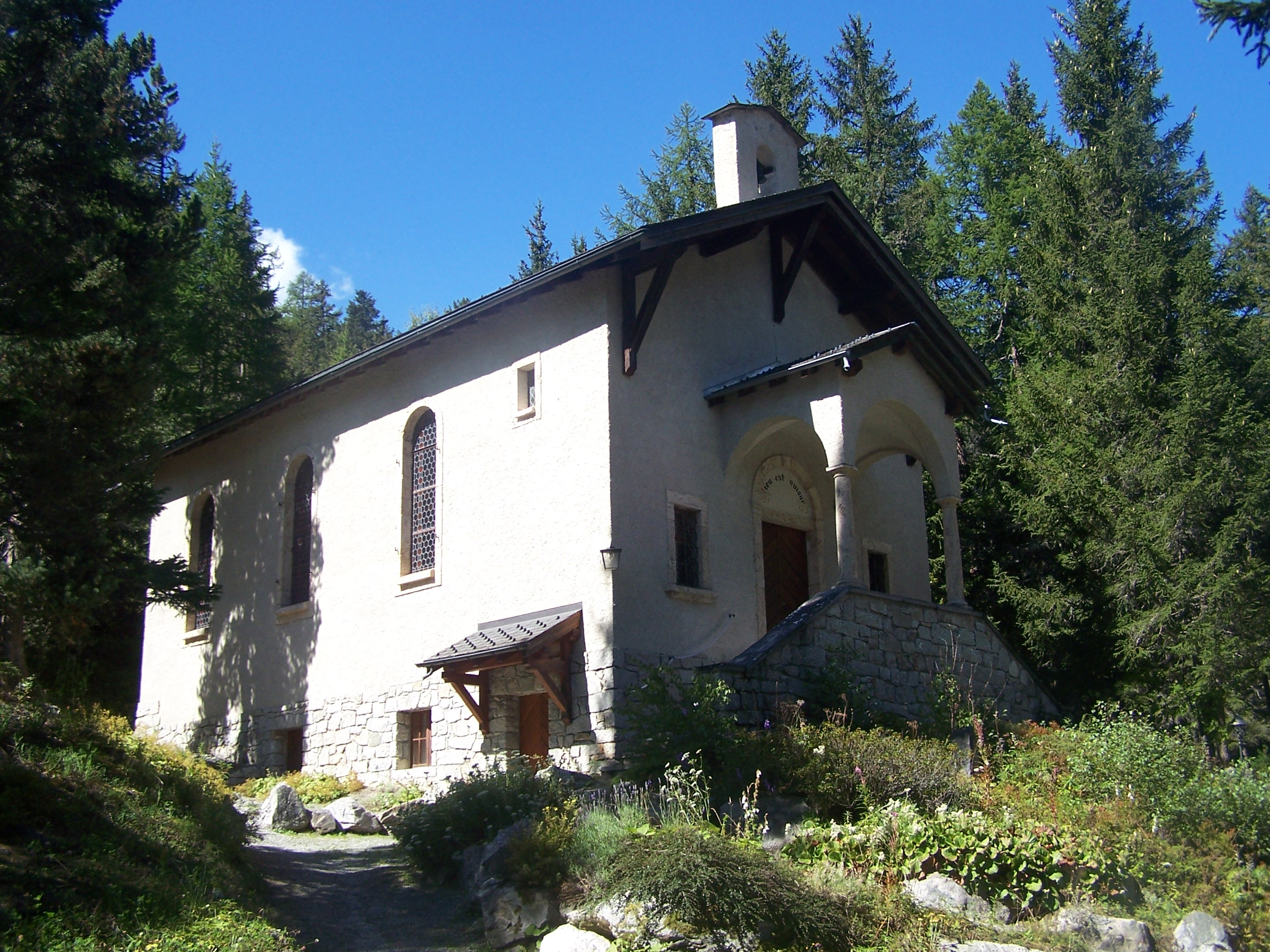
Reformierte Kapelle
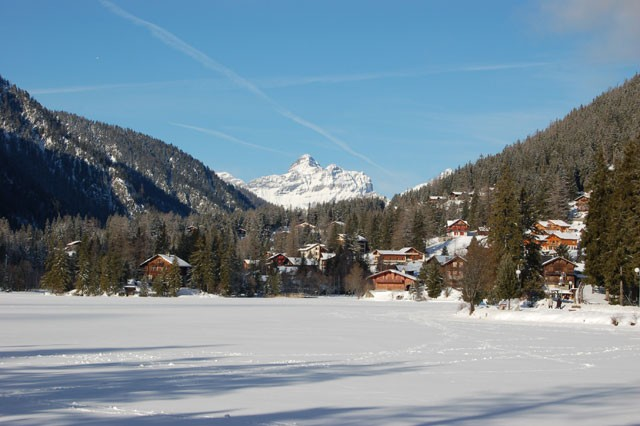
Champex-Lac im Winter